# Меммо, Маркантонио
Маркантонио Меммо (итал. Marcantonio Memmo; 11 ноября 1536, Венеция — 31 октября 1615, там же) — 91-й венецианский дож, из знатного венецианского рода Меммо.
Маркантонио происходил из одной из самых древних фамилий Венеции, и, как ни странно, в этом-то и была проблема, потому после 1382 года ни одному представителю древних семейств не удавалось стать дожем. Поэтому когда новый дож был выбран уже в первом туре да ещё и практически единогласно (38 голосов из 41), это произвело эффект разорвавшейся бомбы. Неожиданная победа была отмечена грандиозными торжествами. Он был уже очень стар и болен. Его правление не было отмечено ничем примечательным. Избранный 24 июля 1612 Меммо Маркантонио правил вплоть до своей смерти 31 октября 1615 года.